# Francisco Barber
Francisco Barber Sánchez (Zaragoza, 1 de diciembre de 1873-25 de agosto de 1923) fue un abogado y político aragonés.

## Trayectoria
Trabajó como secretario del ministro Eduardo Cobián Roffignac, fue designado por el Partido Liberal Fusionista como diputado por el distrito de Ginzo de Limia a las elecciones generales españolas de 1910 en sustitución de su cabo que renunció al acta por haber sido escogido a las mismas elecciones por la circunscripción de Santa Cruz de Tenerife. Fue escogido nuevamente diputado liberal por el distrito de Ginzo de Limia a las elecciones generales españolas de 1914, 1916, 1918, 1919, 1920 y 1923. Fue redactor de Heraldo de Madrid, El Imparcial y La Correspondencia de España. Fue nombrado gobernador civil de Barcelona en mayo de 1923.